# آن که رشد می‌کند ریش است
آن که رشد می‌کند ریش است (به هندی: Badhti Ka Naam Dadhi) و (به انگلیسی: That Which Grows is a Beard) فیلمی هندی محصول سال ۱۹۷۴ و به کارگردانی کیشور کومار است. در این فیلم بازیگرانی همچون آی.اس. جوهر، باغاوان دادا، سوندر، ماریتیرو پاراب، آشوک کومار، باپی لاهیری، کی.ان. سینگ، راجش خانا، آسرانی و بیندو ایفای نقش کرده‌اند.